# Snakebeard
Snakebeard je prvi EP kanadskog progresivnog metal sastava Anciients. Sastav je samostalno objavio EP 10. kolovoza 2011. godine.

## Popis pjesama
| 1.    | »Humanist«     | 7:26 |
| 2.    | »Built to Die« | 6:07 |
| 13:33 |                |      |

## Zasluge
Anciients
- Booner – bas-gitara
- Hannay – bubnjevi
- Chris Dyck – vokali, gitara
- Kenny Cook – vokali, solo gitara

Dodatni glazbenici
- Chris Mathis – vokali (na pjesmi "Humanist")

Ostalo osoblje
- Shawn Penner – produkcija, snimanje
- Cam Strudwick – naslovnica, logotip
- Stu McKillop – mastering